# Donald (nome)
Donald  è un nome proprio di persona inglese e scozzese maschile.

## Varianti
- Inglese
  - Ipocoristici: Don, Donnie, Donny[1][3]
  - Femminili: Donna, Donelle[1]
- Scozzese: Domhnall, Domnall[1][3]
  - Ipocoristici: Donaidh[3]
  - Femminili: Donalda, Donaldina, Donella[1]

### Varianti in altre lingue
- Gallese: Dyfnwal[3]
- Irlandese: Domhnall, Dónal, Donal[1][3]
  - Irlandese antico: Domnall[1]

## Origine e diffusione
È la forma anglicizzata del nome scozzese Dòmhnall, Domnall in irlandese antico (pronunciato "Dovnall"), risalente a un proto-celtico *Dubno-valos; la prima parte del nome è l'irlandese domun ("mondo", dalla radice protoindoeuropea *dheub- che in origine voleva dire "profondo", "cavo"), mentre la seconda è fal ("dominare", "governare", dal celtico *walos, "capo", "principe"). Il significato complessivo può quindi essere interpretato come "dominatore del mondo", analogo a quello del nome slavo Vsevolod.
Un nome imparentato, Dubnovellaunus, è documentato già nel I secolo, portato da un capotribù dei Cantiaci e dei Trinovanti nell'Inghilterra meridionale, e nel IX secolo si chiamarono così due capi degli Scoti e dei Pitti; fu proprio in Scozia che il nome Dòmhnall si diffuse maggiormente, raggiungendo un'elevata frequenza (uno dei pochi nomi celtici a godere di buona diffusione) e dando origine a vari clan di cognome McDonald. 
Tra il XIX e il XX secolo si diffuse nei paesi anglofoni; tra 1923 e il 1943 fu nella classifica dei dieci nomi maschili più usati per i neonati negli Stati Uniti, e proprio in quel periodo venne creato il celeberrimo personaggio Disney di Paperino (Donald Duck in inglese), la cui prima apparizione è del 1934.
La forma abbreviata Don è usata come nome a sé stante già dal XIX secolo.

## Onomastico
L'onomastico si può festeggiare il 15 luglio in memoria di san Donald o Donivald, laico scozzese, eremita con le sue figlie presso Ogilvy.

## Persone
- Donald I di Scozia, re di Scozia
- Donald II di Scozia, re di Scozia
- Donald III di Scozia, re di Scozia

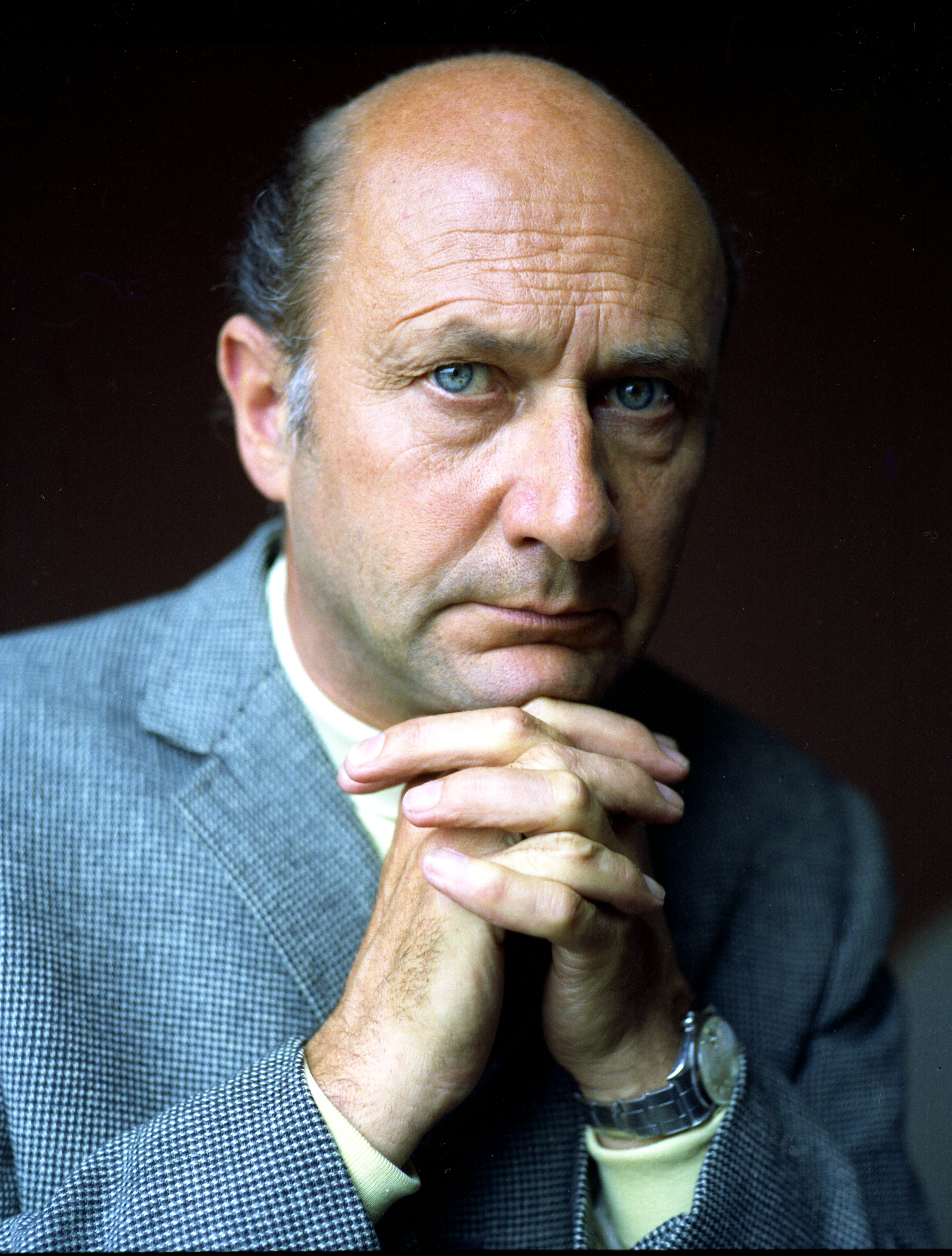
Donald Pleasence

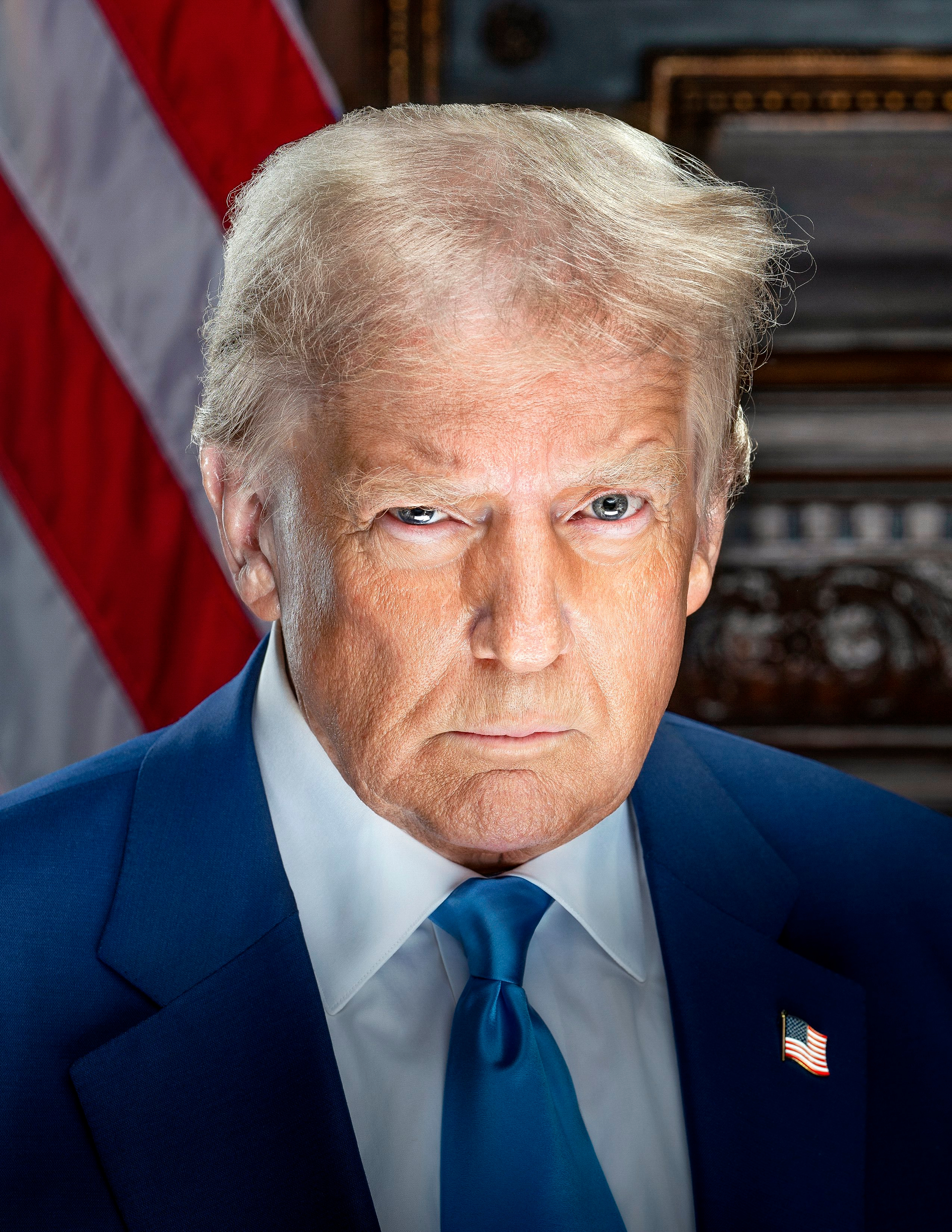
Donald Trump

- Donald Adamson, biografo, critico letterario e francesista britannico
- Donald Barthelme, scrittore e giornalista statunitense
- Donald Bradman, crickettista australiano
- Donald Cerrone, lottatore di arti marziali miste e thaiboxer statunitense
- Donald Crisp, attore, regista e sceneggiatore britannico
- Donald Davidson, filosofo statunitense
- Donald Knuth, informatico statunitense
- Donald Peterson, ingegnere e astronauta statunitense
- Donald Pleasence, attore britannico
- Donald Stewart, militare britannico
- Donald Sutherland, attore canadese
- Donald Trump, politico, imprenditore e personaggio televisivo statunitense
- Donald Tusk, politico polacco
- Donald E. Westlake, scrittore e sceneggiatore statunitense
- Donald Winnicott, pediatra e psicoanalista britannico

### Variante Don

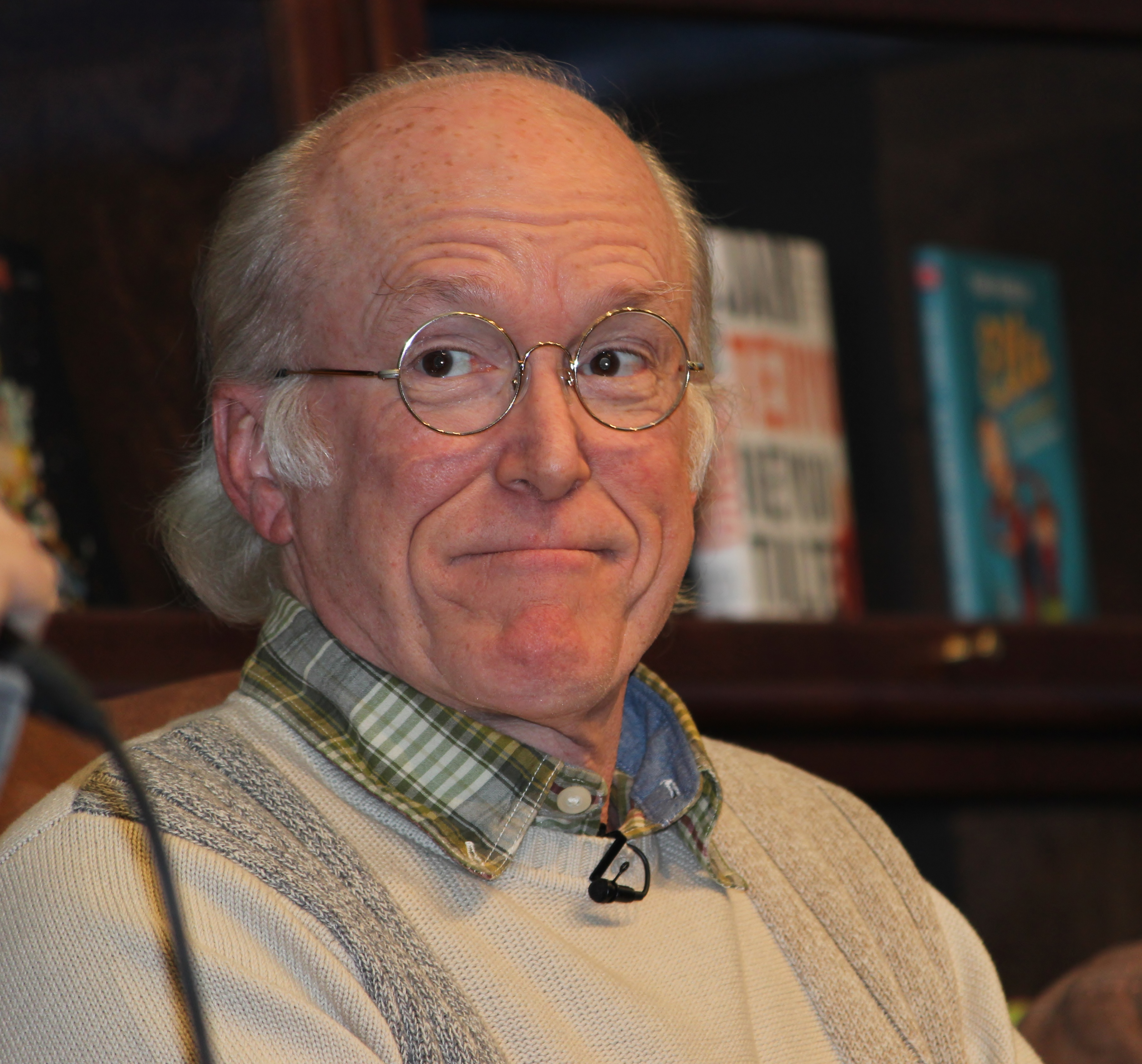
Don Rosa

- Don Backy, cantautore, attore, scrittore e fumettista italiano
- Don Frye, wrestler, ex lottatore di arti marziali miste ed attore statunitense
- Don King, dirigente sportivo e imprenditore statunitense
- Don Lind, astronauta statunitense
- Don McCullin, fotografo e fotoreporter britannico
- Don McLean, cantautore e paroliere statunitense
- Don Murray, attore statunitense
- Don Rosa, fumettista e illustratore statunitense
- Don Siegel, regista, montatore e produttore cinematografico statunitense
- Don Taylor, attore, regista e produttore televisivo statunitense

### Altre varianti
- Domnall III, re di Strathclyde
- Domnall Brecc, re di Dalriada

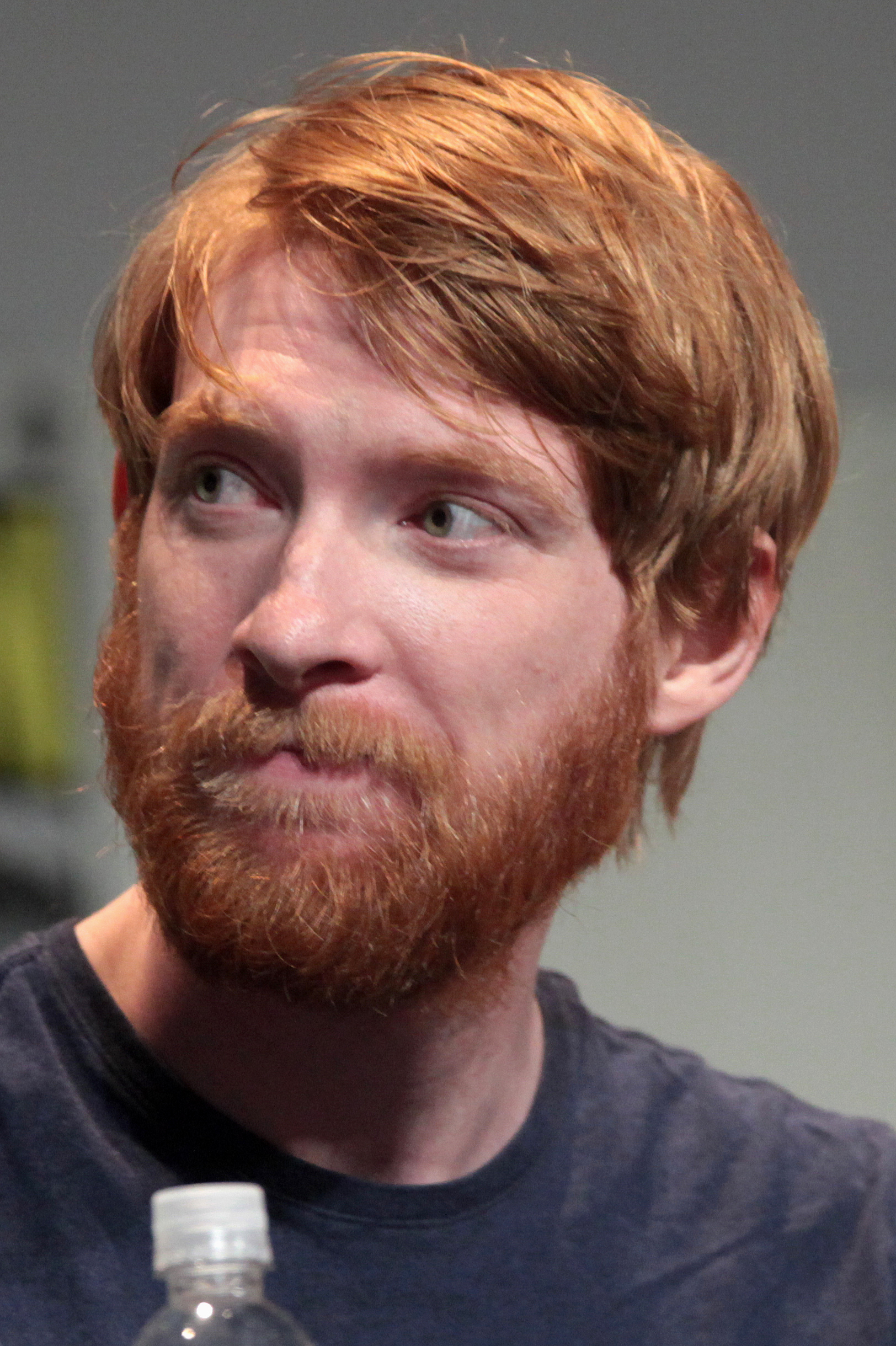
Domhnall Gleeson

- Donny the Punk, attivista statunitense
- Domhnall Gleeson, attore, regista e sceneggiatore irlandese
- Donny Hathaway, cantante e pianista statunitense
- Donal Logue, attore canadese
- Donal Lunny, musicista irlandese
- Donal McKeown, vescovo cattolico irlandese
- Donny Osmond, cantante, attore e ballerino statunitense
- Donal Cam O'Sullivan Beare, nobile e militare irlandese
- Donnie Wahlberg, attore e cantante statunitense
- Donnie Yen, artista marziale e attore cinese

## Il nome nelle arti
- Donald, locomotiva con numerazione 9, è un personaggio della serie animata Il trenino Thomas.
- Donald Anderson è un personaggio della serie di videogiochi Metal Gear.
- Donald Blake è un personaggio dei fumetti della Marvel Comics.
- Don Brodka è un personaggio della serie animata I Simpson.
- Donnie Darko è un personaggio dell'omonimo film del 2001, diretto da Richard Kelly.
- Don Draper è un personaggio della serie televisiva Mad Men, interpretato da Jon Hamm.
- Donald Duck è il nome originale di Paperino, noto personaggio Disney.
- Donald Mallard è un personaggio della serie televisiva NCIS - Unità anticrimine, interpretato da David McCallum.